# Burgoberbach
Burgoberbach – miejscowość i gmina w Niemczech, w kraju związkowym Bawaria, w rejencji Środkowa Frankonia, w regionie Westmittelfranken, w powiecie Ansbach. Leży około 7 km na południe od Ansbachu, przy autostradzie A6, drodze B13 i linii kolejowej Monachium – Würzburg.

## Dzielnice
W skład gminy wchodzą następujące dzielnice:
- Burgoberbach
- Neuses
- Gerersdorf
- Dierersdorf
- Niederoberbach
- Reisach
- Sommersdorf

## Współpraca
Miejscowość partnerska:
- Bujaleuf, Francja

## Osoby urodzone w Burgoberbachu
- Albrecht von Eyb (ur. 1420; zm. 1475) – pisarz, tłumacz

## Oświata
(na 1999)

W gminie znajduje się szkoła podstawowa i szkoła ludowa.